# Capparis filipes
Capparis filipes là một loài thực vật có hoa trong họ Capparaceae. Loài này được Donn.Sm. mô tả khoa học đầu tiên năm 1897.